# 道格·伯古姆
道格拉斯·詹姆斯·伯古姆（英語：Douglas James Burgum，1956年8月1日—）是美國的一位企業家和共和黨政治家，現任美国內政部長。2016年至2024年間擔任第33任北達科他州州長，並且創建過大平原軟件公司等企業，在微軟（Microsoft Dynamics 365）擔任副總裁。
他是美國最富有的政治家之一，估計淨值至少為11億美元
。

## 早年生活
伯古姆於1956年8月1日出生於北達科他州亞瑟，是凱瑟琳（娘家姓基爾伯恩）和約瑟夫·博伊德·伯古姆（Joseph Boyd Burgum）的兒子。他有一個兄弟布拉德利和一個妹妹芭芭拉。他出生於他的祖父於1906年建立穀倉塔的地方。該公司發展成為該家族仍擁有的農業企業。
伯古姆高中一年級時，他的父親去世了 。他後來說這段經歷塑造了他的性格。他於1978年畢業於北達科他州州立大學和Sigma Alpha Epsilon的成員，並擔任學生會主席。作為一名大學生，他開始了掃煙囪的生意。
伯古姆姆後來在斯坦福商学研究生院學習，在那裡他結識了後來成為微軟行政總裁的史蒂夫·鮑爾默。1980年，他從史丹佛大學商學院獲得了工商管理碩士學位。

## 商業生涯

### 大平原軟件公司
獲得工商管理碩士後，伯古姆搬到芝加哥，成為麥肯錫公司的管理顧問。
1983年3月，伯古姆抵押了25萬美元的農田，為北达科他州法戈的會計軟體公司大平原軟件公司（Great Plains Software）提供種子資金 。他收購了該公司2.5%的股份，並成為該公司行銷副總裁。1984年，伯古姆帶領一群投資者，包括親戚，從公司創始人Joseph C. Larson手中購買了大平原軟件公司的控股權，而後者保留了少數股權。
20世紀80年代，《財富》雜誌經常將大平原軟件公司評為全美最適合工作的100家公司之一。在利用網路幫助其擴展到北達科他州以外的地區後，伯古姆到1989年將公司發展到擁有約250名員工，年銷售額達到約3億美元 。他說，他在法戈建立了這家公司，因為北達科他州州立大學在那裡；大學作為附屬學校為軟件公司提供工程專業的學生。公司於1997年首次公開招股。1999年，該公司收購了菲律賓的開發團隊Match Data Systems。2001年，伯古姆以11億美元的股票將大平原軟件公司出售給微軟。收購於2000年12月宣布，並於2001年完成。據伯古姆稱，他當時持有軟件公司10%的股份。

### 微軟
出售軟件公司後，伯古姆被任命為微軟商業解決方案集團（Microsoft Dynamics 365）的高級副總裁，該部門是由大平原軟件公司創建的。在微軟，他負責優先考慮開發企業級軟件。2005年，他表示有興趣辭去資深副總裁職務，轉而擔任微軟商業解決方案公司董事長。2006年9月，他宣布計劃在2007年之前完全離開微軟。他的繼任者是現任微軟行政總裁薩蒂亞·納德拉。

### 投資公司
2008年，伯古姆與他人共同創立了Arthur Ventures，這是一家創投公司，投資於技術、生命科學和清潔技術領域的企業。該集團以2000萬美元的資金開始運營，主要投資於北達科他州和明尼蘇達州的公司。到 2013 年，該公司已將業務擴展到內布拉斯加州、密蘇裡州、亞利桑那州和愛荷華州。
伯古姆也是Kilbourne Group的創辦人，該集團是一家專注於法戈市中心的房地產開發公司。2013年，他制定了建造法戈最高建築的計畫——一座23層樓的綜合用途建築——命名為Block 9或Dakota Place。它於2020年竣工，名為RDO大樓 。該公司亦主張在法戈市中心建造一個會議中心。它收購並翻新了許多法戈的房產，包括前聖馬可路德教堂和前伍德羅威爾遜另類高中。他投資的幾家公司都在法戈。
2009年，他被「敦促申請」北達科他州立大學校長職位，但2010年他被院長布雷西亞尼拒絕。

## 政治生涯

### 北達科他州州長

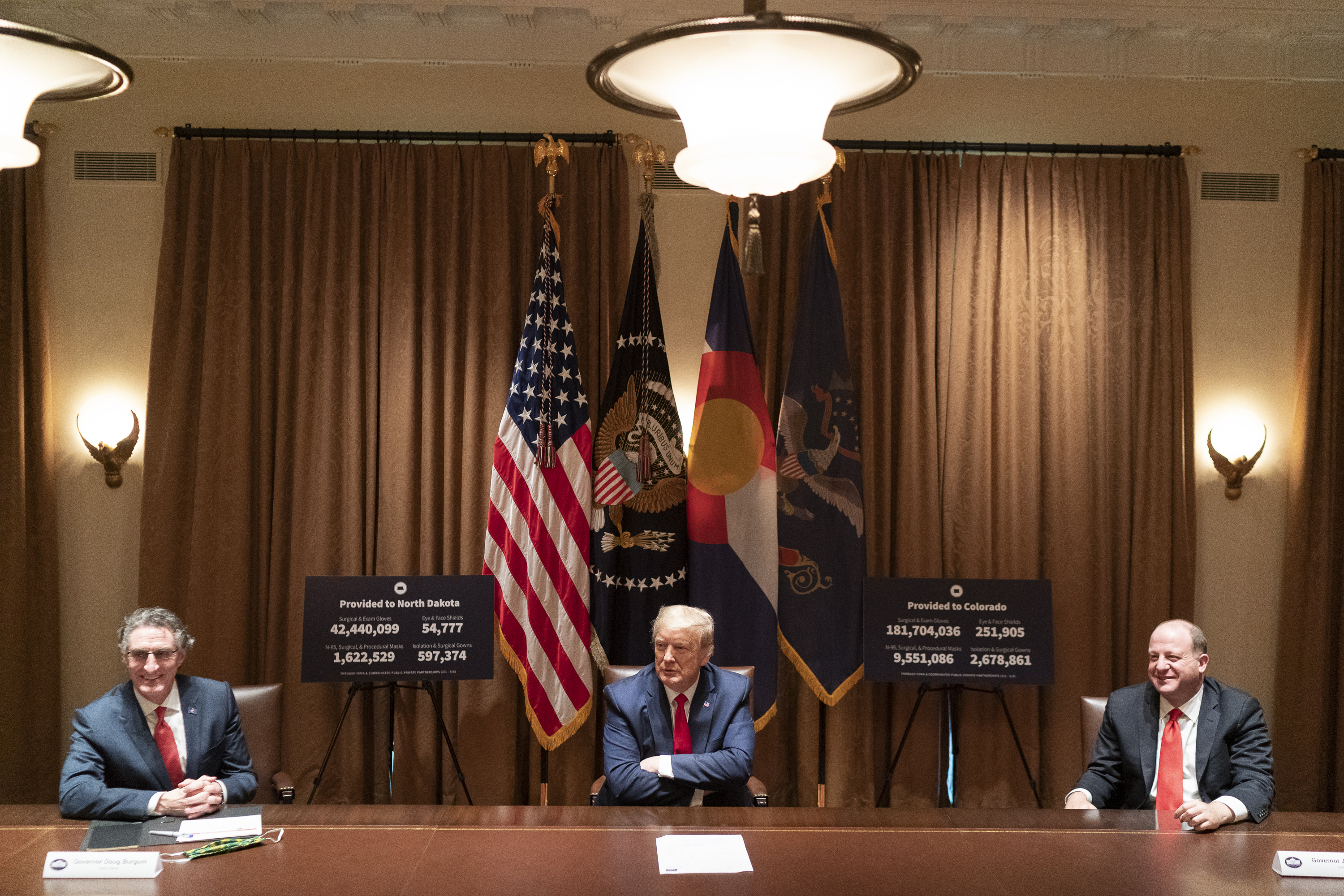
伯古姆與總統當勞·特朗普和科羅拉多州州長賈雷德·波利斯（2020年5月）

2016年，伯古姆宣布以共和黨人身分競選北達科他州州長。由於沒有正式的政治經驗，他失去了州共和黨對長期擔任司法部長的韋恩·斯泰內赫姆的支持，但在兩個月後的初選中輕鬆擊敗了斯泰內赫姆。伯古姆在2016年北達科他州州長選舉中面對民主黨候選人Marvin Nelson和自由意志黨候選人Marty Riske，並以超過75%的選票獲勝。他於2016年12月15日與競選搭檔布倫特·桑福德一起宣誓就職。
在伯古姆兩個任期內，北達科他州都保持著強勁的化石燃料工業。雖然伯古姆為北達科他州設定了到2030年實現淨零排放的目標，但他計劃透過使用碳捕集与封存技術來捕獲和封存該州地質構造中的二氧化碳，利用二氧化碳來提高原油採收率和透過在土壤中封存碳的農業實踐。根據他在北達科他州石油委員會年會上的講話，2021年這一目標的宣布引發了250億美元的私部門投資。布爾古姆於2020年北達科他州州長選舉以超過65%的得票率再次當選。
2023年3月20日，伯古姆否決了一項將州際公路限速提高至80英里/小時的法案。在2023年北达科他州议会會議期間他簽署了一項法案，免除北達科他州國民警衛隊和預備役人員繳納所得稅，以及另一項提供超過5億美元減稅的法案。
2023年1月，伯古姆和其他北達科他州官員威脅要起訴明尼蘇達州的一項法律，該法律要求該州的電力來自不排放二氧化碳的來源。明尼蘇達州州長提姆·華茲於2023年2月7日簽署了該法案。為了緩解學校教師短缺問題，伯古姆宣布成立一個教師留任和招聘工作小組，由多名成員、伯古姆本人和北達科他州公共教育總監組成。2023年10月，伯古姆譴責哈馬斯對以色列的攻擊，並指出戰爭開始時，84名正在教堂參觀的北達科他州人被困在伯利恆。
2024年1月22日，伯古姆宣布不再競選連任。2月21日，他支持副州長塔米·米勒接替他。但副州長米勒在初選敗於北達科他州單一國會選區聯邦眾議員凯利·阿姆斯特朗，阿姆斯特朗隨後在2024年北達科他州州長選舉擊敗民主黨候選人成為下任北達科他州州長。

### 參選共和黨總統候選人提名
2023年6月7日，伯古姆宣布參選2024年共和黨總統候選人提名。
伯古姆表示支持美國最高法院多布斯诉杰克逊妇女健康组织案的判決。他的支持源自於他的立場，即墮胎限制應由各州負責。他承諾身為總統，他不會簽署全國墮胎禁令，而且認為美國總統不應關注文化戰爭議題。根據《政客》報導，伯古姆試圖透過談論與中國的冷戰來宣揚他作為對中國鷹派的立場。伯古姆在2023年12月4日退出提名，並成為唐納·川普的能源政策顧問。伯古姆對中國表示擔憂，稱中國是美國的“頭號威脅”，並認為美國應該“在台灣部署反艦飛彈”。伯古姆不滿對民主黨總統拜登處理烏克蘭對外援助以及他與伊朗的人質交易的方式。他將以色列—哈瑪斯戰爭歸咎於伊朗，並表示拜登釋放了60億美元凍結的伊朗資產，這讓伊朗更加大膽。
在2024年愛荷華州共和黨總統初選前夕，伯古姆為川普背書。此後，他開始幫助川普競選2024年美國總統選舉，並且受川普讚揚，並表示希望他成為下屆共和黨政府的重要成員。後來在接受採訪時，川普表示布爾古姆作為副總統是“非常好”的選擇，但重申他尚未做出任何決定。川普的盟友和美國參議員凱文·克拉默表示，伯格姆將是內閣職位的明顯領跑者。

#### 川普副總統猜測
據報道，伯古姆在川普的副總統候選名單中名列前茅。5月2日，川普宣布伯古姆是4名已確認的副總統候選人之一，另外三位是參議員馬可·盧比奧、蒂姆·斯科特和J·D·范斯。但在2024共和黨全國代表大會期間，伯古姆並沒有被選為川普的競選夥伴，J·D·范斯被宣布為副總統候選人。有報道指川普當初是想選伯古姆為競選搭檔，但被小唐纳德·特朗普和埃里克·特朗普說服選擇范斯為競選搭檔。

## 美國內政部長

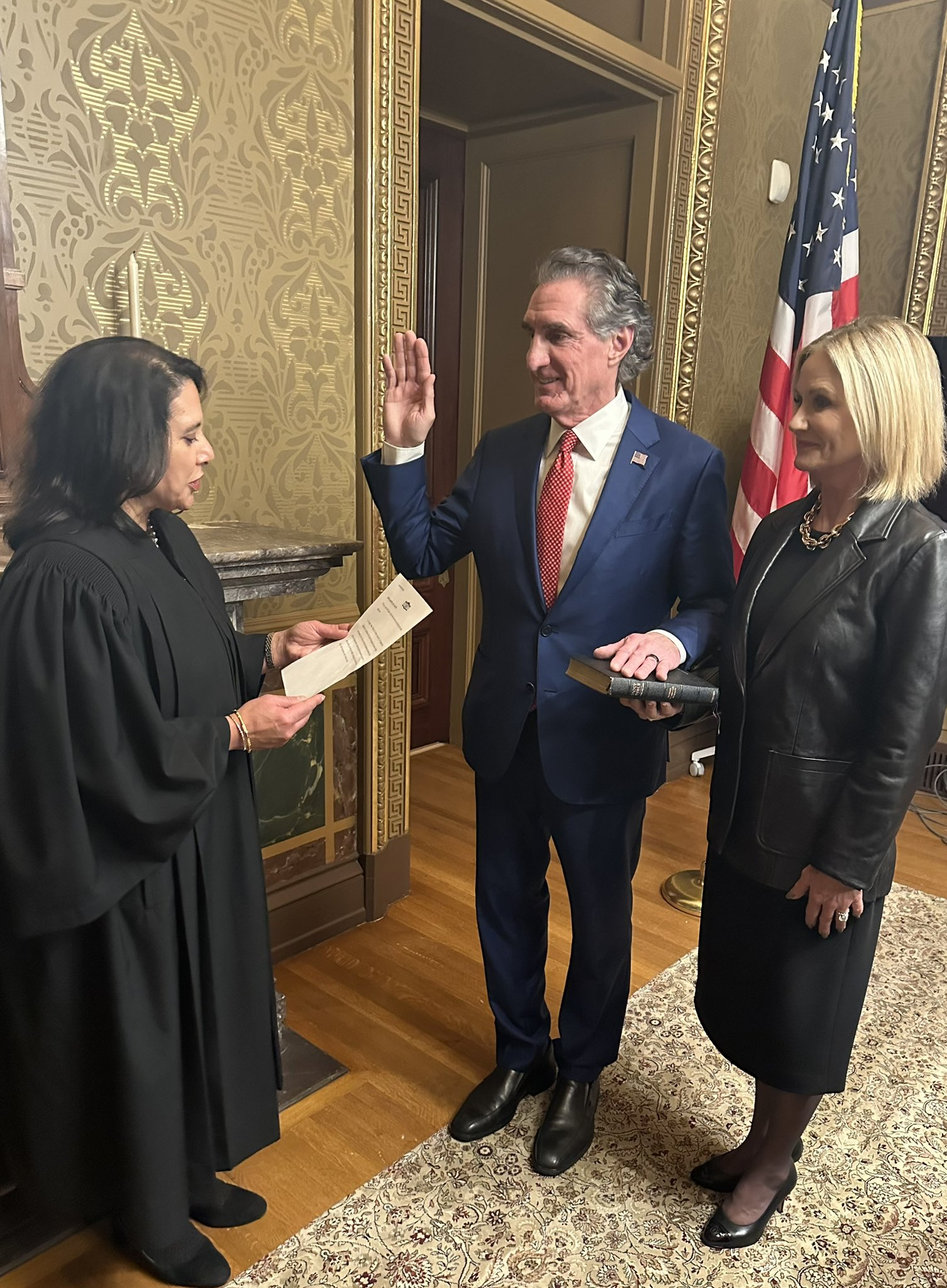
伯古姆在最高法院大法官索尼娅·索托马约尔監誓下正式上任內政部長

2024年11月14日，美國當選總統特朗普宣布將提名伯古姆在第二次特朗普內閣中擔任美國內政部長。內政部負責監督公共土地、自然資源及印第安事務局等。
伯古姆的提名受到了包括候任參議院多數黨黨鞭約翰·巴拉索和丹·沙利文在內的眾多共和黨參議員的高度讚揚。在2025年1月16日的聽證會上，伯古姆表示他將美國的公共土地和水域視為國家財政「資產負債表」的一部分，並主張透過採礦和鑽探開採價值數萬億美元的石油、天然氣和礦產。他還表示，打算透過「能源主導」和擴大美國化石燃料生產來實現川普的能源獨立計畫。他還認為限制能源生產對國家安全構成了威脅，因為這意味著美國必須從俄羅斯和伊朗等其他國家進口燃料。

### 任期

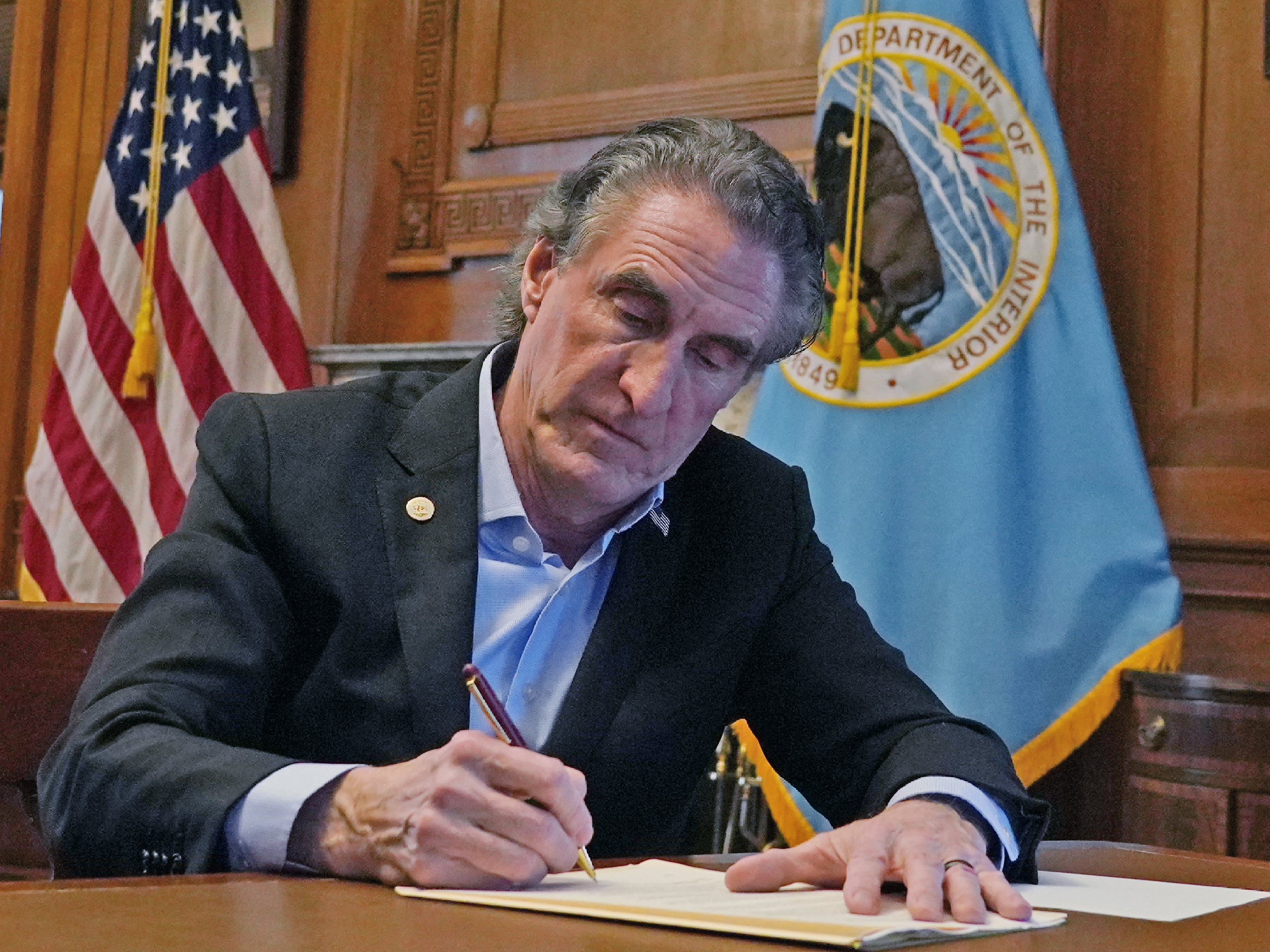
伯古姆簽署命令

2025年1月30日，參議院以80–17的票數確認了伯古姆的任命案；2月1日，伯古姆正式就職內政部長。
伯古姆上任後的第一件事就是向部門內發送一封電子郵件，呼籲減少監管，擴大自然資源開採。為此，伯古姆簽署了一系列命令，以加快專案開發和許可，取消《2022年降低通胀法》中的繁瑣規定，並且執行川普的「緊急價格救濟」總統備忘錄為美國家庭提供緊急價格救濟並解決生活成本危機。

## 個人生活
伯古姆於1991年與第一任妻子凱倫·斯托克（Karen Stoker）結婚，他們在2003年離婚前育有三個孩子 。2016年，伯古姆與凱瑟琳·赫爾加斯（Kathryn Helgaas）結婚。

## 外部連結
- 官方网站 （英文）
- C-SPAN內的頁面（英文）
- 道格·伯古姆在互联网电影资料库（IMDb）上的資料（英文）